# Port-Haliguen
Le port-Haliguen se trouve à Quiberon, dans la baie du même nom. Le vieux port de pêcheur typique a évolué. Il est devenu un port de plaisance.

## Localisation
Situé sur la presqu'île de Quiberon, ce port offre un accès à la baie de Quiberon et aux îles de Houat et Hœdic.

## Histoire

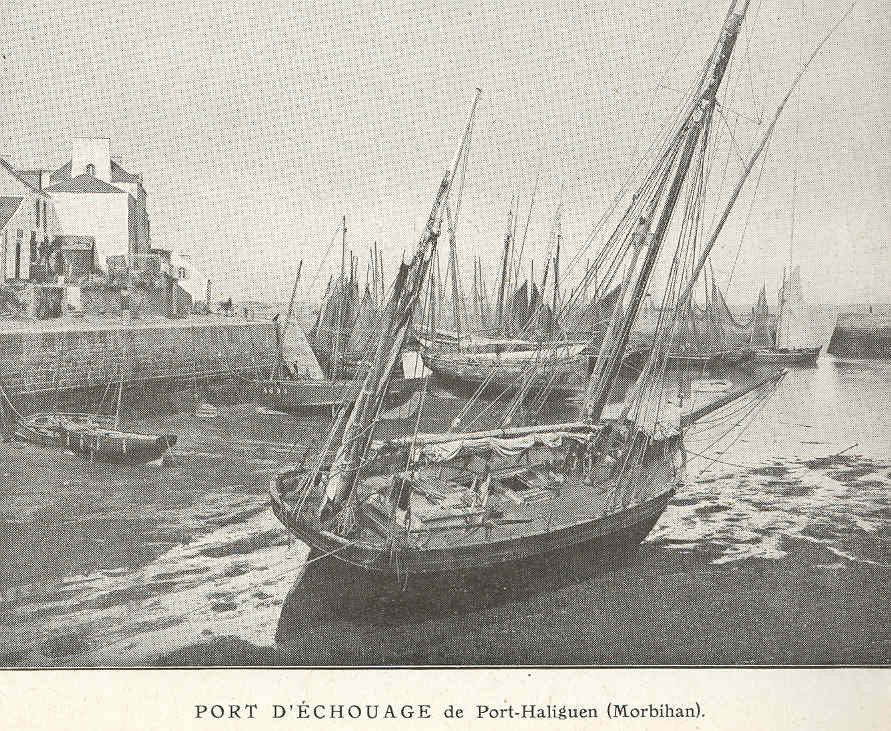
Port d’Échouage de Port-Haliguen, photographie de Georges Clerc-Rampal, 1913.

On trouve la trace d'une présence romaine dans la découverte, le 19 mars 1951, d'un trésor composé de 450 monnaies d'argent ou de bronze, datant pour la plupart du règne d'Auguste.

Le 21 juillet 1795 (3 thermidor an III), Charles Eugène, comte de Sombreuil, chef de la Division de Sombreuil, capitule devant le général républicain Lazare Hoche sur la plage du Porigo au terme de l'expédition de Quiberon, tentative de débarquement des Emigrés entreprise le 27 juin 1795 à Carnac avec le soutien du Royaume-Uni de George III et de William Pitt.
En 1840 est construite la jetée du vieux port, sur laquelle est construit 16 ans plus tard, en 1856, le phare de Port-Haliguen. La tour est d'une hauteur de 12 mètres et a été construit selon le modèle de nombreux petits feux de ports.

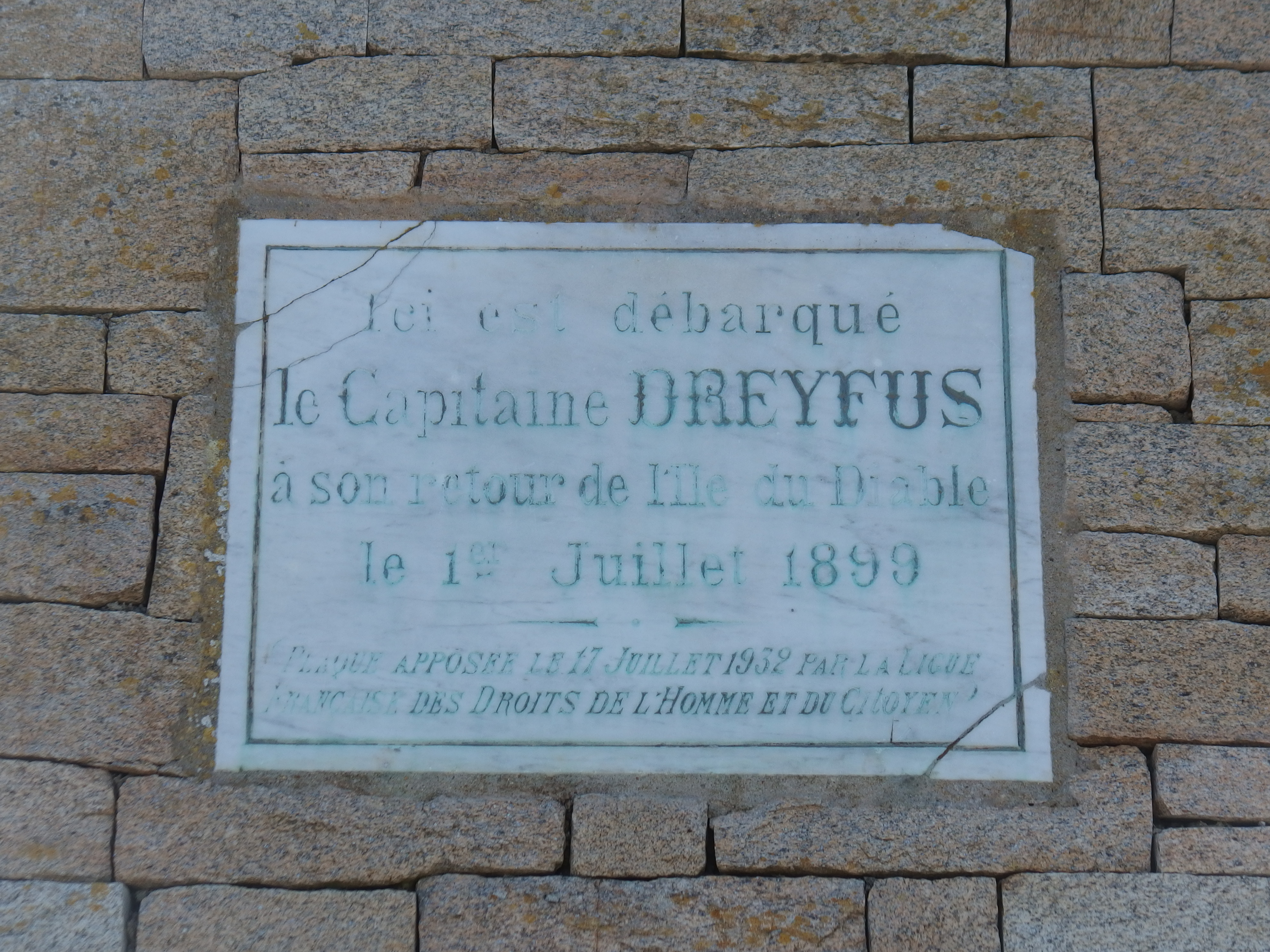
Plaque de 1932 commémorant le retour de Dreyfus à Quiberon.

À 2 h 15, dans la nuit du 30 juin au 1er juillet 1899, le capitaine Dreyfus, arrivant de l'île du Diable sur le croiseur Sfax, débarque à Port-Haliguen. Pour éviter tout débordement, les autorités ont fait croire que ce débarquement aurait lieu à Brest. Dreyfus est aussitôt conduit par train spécial à Saint-Jacques-de-la-Lande, d'où il gagne la prison militaire de Rennes, en attendant son deuxième procès (7 août au 9 septembre). À Port-Haliguen, une plaque commémorant l'événement est apposée sur le quai des Sinagots, en 1932.
En 1960, le fond du vieux port, situé à l'emplacement de l'actuelle place de Port-Haliguen est comblé. Des travaux d'extension sont réalisés en deux phases, avec la construction de deux bassins destinés à la plaisance : Port-Haliguen I (darse du Porigo) en 1968, puis Port-Haliguen II (darse de Castéro) en 1971.
Désormais, Port-Haliguen est signalé par deux petits feux plus modestes et plus modernes. Le premier, le vert, se situe sur la digue nord-ouest et a une hauteur de 9 mètres. Le rouge,quant à lui, est situé sur la digue sud-ouest et a une  hauteur de 8 mètres. Le premier feu, lui, est éteint.
Depuis 2017, un réaménagement complet du port est en cours : bassins, quais, pontons et locaux commerciaux. Un seuil de retenue d'eau a transformé le vieux port, où les bateaux échouaient à marée basse, en bassin à flot, et permis l'aménagement du nouveau bassin du Mané.

## Mouillages
L'adjonction des bassins PH1 et PH2 lui permettent d'accueillir 1.200 bateaux. Le port comporte actuellement 4 bassins : le vieux port, les bassins PH1 et PH2 ainsi qu'un bassin pour les bateaux en transit.

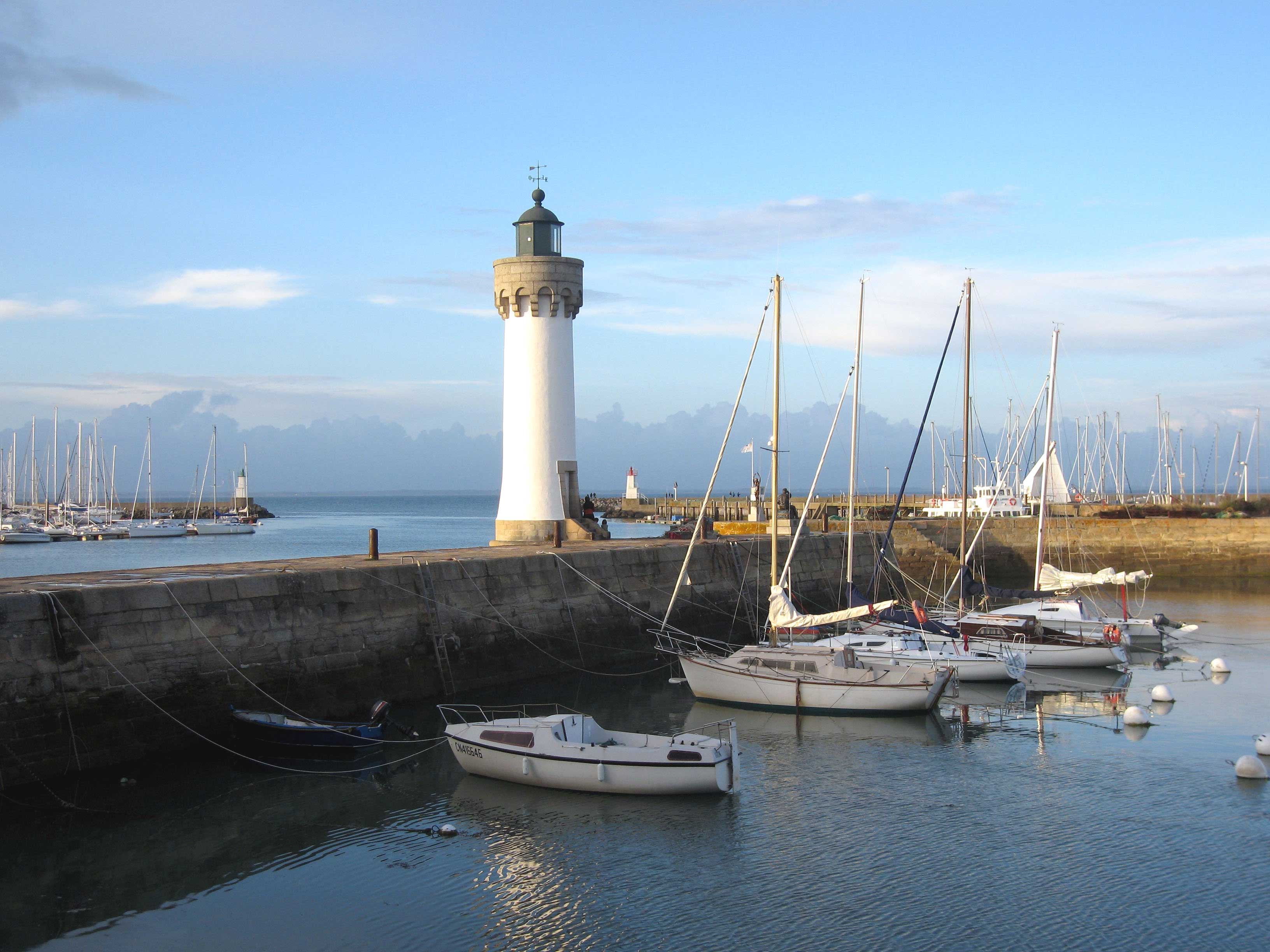
Vieux port avant les travaux, 2006.
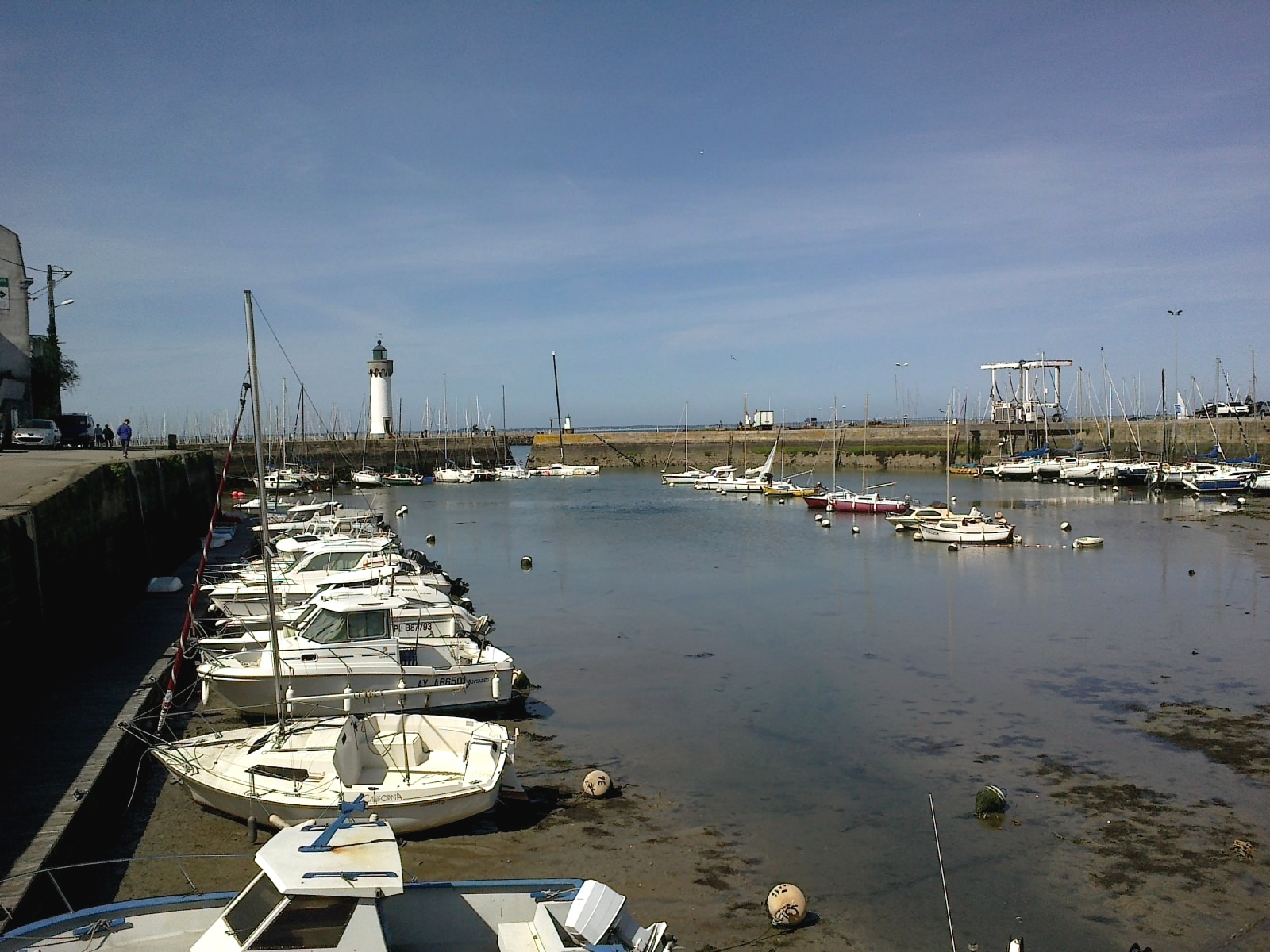
Échouage à marée basse, 2015.
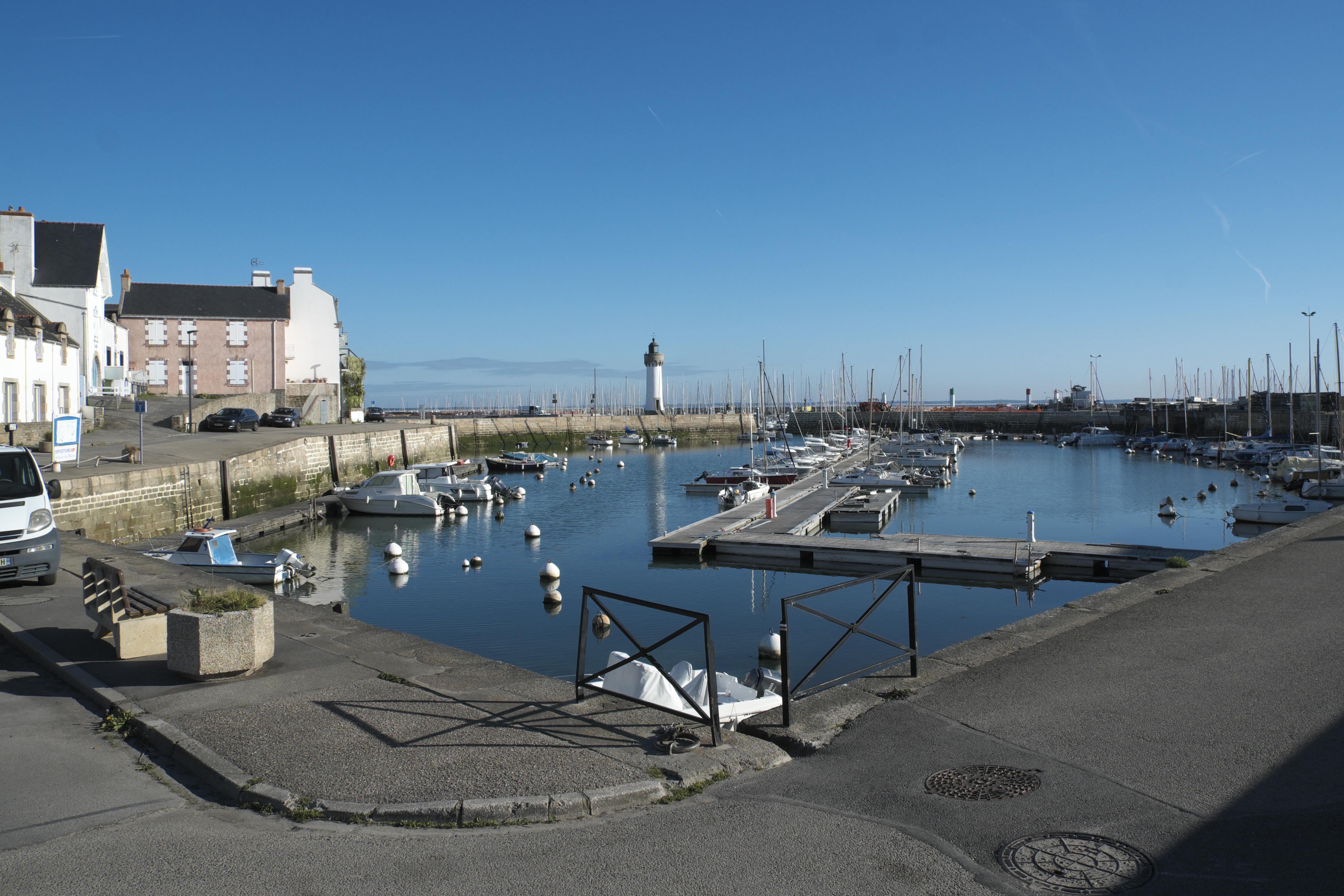
Vieux port après les travaux, le bassin est à flot, 2019.
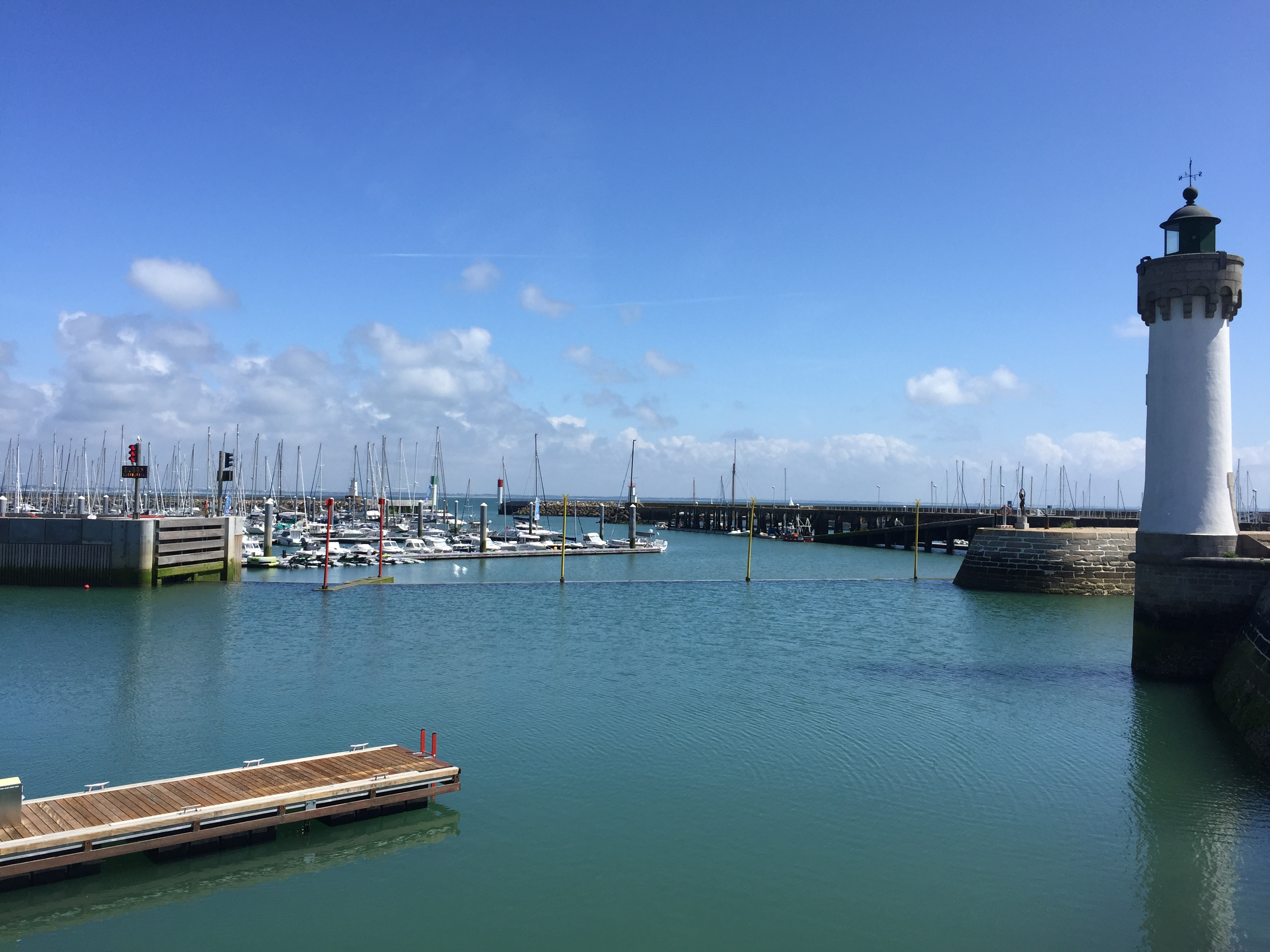
Seuil créé à l'entrée du vieux port et le nouveau bassin du Mané, 2019.

## Port-Haliguen dans l'art
- Pierre Gautiez, Marine à Port-Haliguen, huile sur toile, 89 x 146 cm, musée des Beaux-Arts de Rouen[7].
- Léon Hodebert, Port Haliguen, huile sur toile, avant 1900, musée des beaux-arts de Tours.
- Ernest Guérin : Port-Haliguen, Quiberon (aquarelle sur papier, non daté).

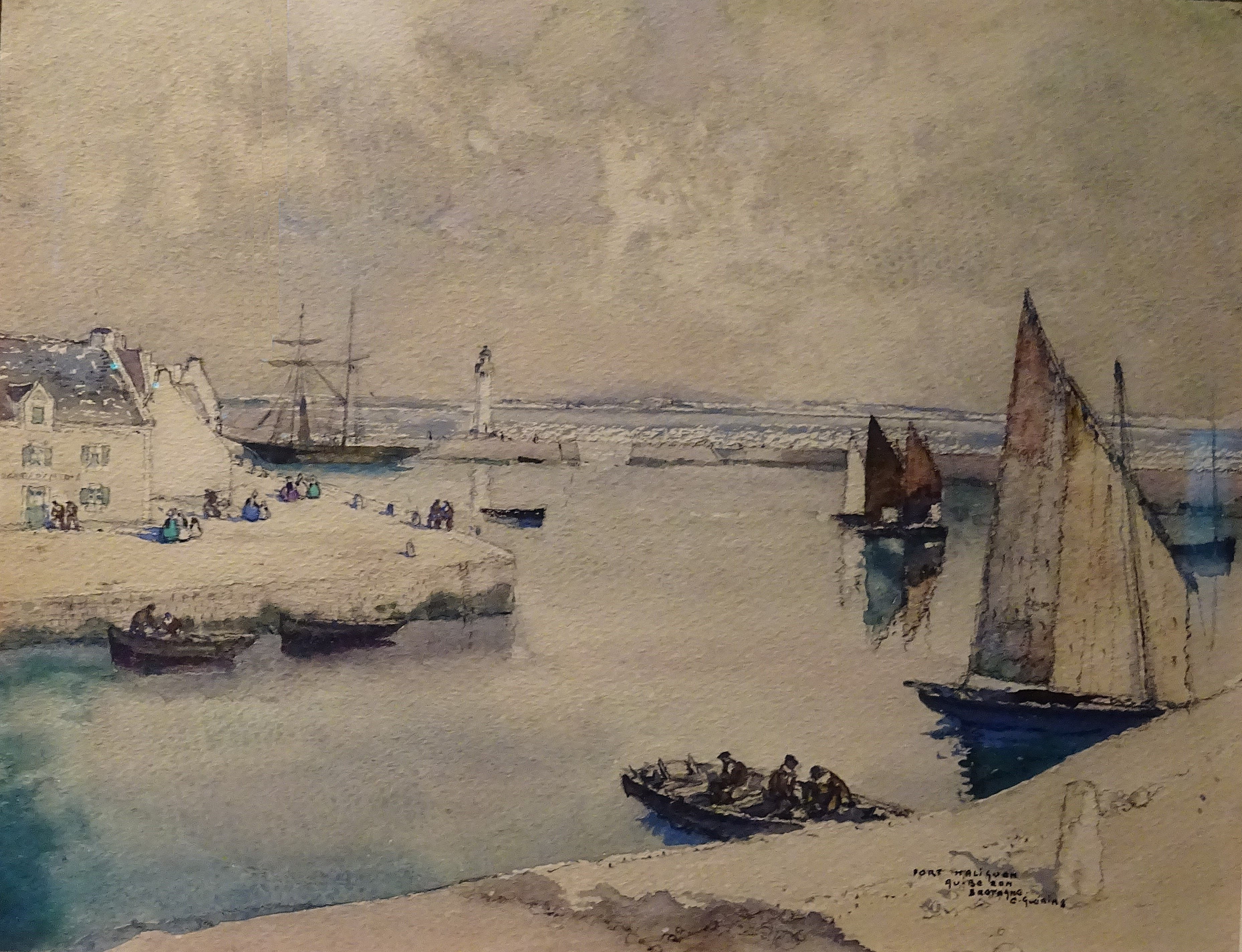
Ernest Guérin, Port-Haliguen, Quiberon (aquarelle sur papier, non daté).
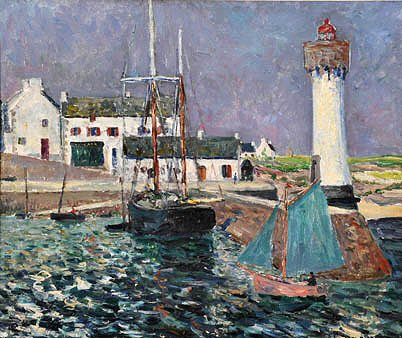
Maxime Maufra, Le phare de Port-Haliguen', 46 × 55 cm (huile sur toile, non daté).